# The Late Show with Stephen Colbert
The Late Show with Stephen Colbert is een Amerikaans praatprogramma dat gepresenteerd wordt door Stephen Colbert en sinds september 2015 uitgezonden wordt door de Amerikaanse televisiezender CBS. Het is de opvolger van Late Show with David Letterman, dat van 1993 tot 2015 werd uitgezonden.
Colbert werd aangekondigd als nieuwe presentator in april 2014, nadat David Letterman eerder die maand zijn vertrek had aangekondigd; Colbert was eerder de presentator van het satirische nieuwsprogramma The Colbert Report op Comedy Central, waar Colbert zichzelf neerzette als een parodie op conservatieve pundits.

## Geschiedenis
The Late Show wordt opgenomen in het Ed Sullivan Theater in New York. In de opnamestudio werden in het verleden ook de programma's The Ed Sullivan Show en Late Show with David Letterman opgenomen. De eerste aflevering van The Late Show with Stephen Colbert werd op 8 september 2015 uitgezonden. De eerste gasten waren acteur George Clooney en Republikeins presidentskandidaat Jeb Bush.
Jon Batiste en de band Stay Human vormden het huisorkest van 2015 tot 2022. Vanaf midden 2022 nam Louis Cato de leiding over van het huisorkest dat van naam veranderde naar The Late Show Band.
Op 12 maart 2020 diende de productie gestaakt te worden omwille van de coronapandemie. Op 30 maart herstartte de show vanuit de privé-woning van Colbert, als A Late Show with Stephen Colbert (of ook A Late Show with Stephen at Home). Vanaf 10 augustus keerde Colbert terug naar het Ed Sullivan Theater, niet naar de normale studio maar een kleinere studio, zonder publiek, dat opgevat was als een replica van zijn werkbureau.
Op 14 juni 2021 keerde Colbert terug naar zijn normale studio, met voltallig publiek. Het Ed Sullivan Theater was hiermee het eerste theater op Broadway dat op volle capaciteit open ging.
Op 27 juli 2025 kondigde CBS aan dat het The Late Show with Stephen Colbert zal stopzetten in mei 2026, en na 33 jaren ook volledig zal stoppen met het concept van The Late Show. Volgens CBS was het een financieel besluit om de show te staken en dat terwijl de show door zeer veel mensen wordt bekeken. Volgens Nielsen telde de show in het tweede kwartaal van 2025 gemiddeld 2,4 miljoen kijkers, meer dan vergelijkbare programma's. In zijn show is president Trump een terugkerend onderwerp. Op 14 juli noemde Colbert de schikking tussen Paramount, de moedermaatschappij van CBS, en advocaten van Trump een “big fat bribe” (Nederlands: grote vette steekpenning), maar volgens CBS had deze opmerking niets met het besluit van doen.

## Prijzen
De show ontving een prestigieuze Peabody Award en ook meerdere Primetime Emmy Award nominaties waaronder 4 keer voor Outstanding Variety Talk Series.